# Пчелар из Алепа (роман)
Пчелар из Алепа је љубавни роман енглеске списатељице Кристи Лефтери.

## О роману
Пчелар из Алепа је роман који је добио престижне награда из облсти књижевност. Роман је преведен  нанеколико светских језика. Тематика овог романа је намењена љубитељима дирљивих прича о обичним људима који су се нашли у тешким ратним ситуацијама. Радња  романа прати историјски догађај, и таква тема ће оставити утисак и на читаоце.

### Радња романа
Радња овог романа се дешава у ратним условима, у једном малом месту по имену Алеп. У роману се говори о једном човеку по имену Нури, који је без обзира не велику трагедију коју је доживео ипак наставио да живи и да се бори за своју велику и највећу љубав, а то је супруга Афра. Нури се бавио пчеларством у Алепу, и пчеле су волеле Нурија, ако и њих  : познавао их је, умео је да протумачи њихов плес, њихов ритам, оне су биле инспирација у животу. Његов живот у Сирији био је једноставан, али истовремено и богат: он је бринуо о кошницама, његова жена Афра била је сликарка и осмишљавала је боје да би сликала море, пределе са својим рукама,син Сами је био дете које се безбрижно  играло. Али онда је Сирија почела да се распада, а са њом и његов живот и његова породица. Сами је страдао у рату, а Афра је ослепела: у њеним очима, Нури сваки дан види исти бол, и све оно што су обоје изгубили. Ипак, у тим очима боје меда Нури проналази и још нешто – разлог да издржи, да се бори, да настави да живи. Он у АФри види малу пчелу без крила о којој сада брине у Енглеској, где су он и Афра стигли након рата и опасности на свом путу од Сирије до Енглеске који су прошли. Нуријева једина жеља је да једног дана поново чује Африн смех, да Афра прогледа, да буде срећна и да заједно уживају.

## О ауторки
Кристи Лефтери је рођена 1980. године у Лондону. Дете је Кипарских избеглица који су се доселили у Лондон. Предаје на Брунел Универзитету предмет Креативно писање. Роман Пчелар из Алепа је настао као њен волонтерски рад у избегличком центру који подржава Уницеф у Атини.